# Кумув-Плебанський
Кумув-Плебанський (пол. Kumów Plebański) — село в Польщі, у гміні Лісневичі Холмського повіту Люблінського воєводства.
Населення — 155 осіб (2011).
У 1975-1998 роках село належало до Холмського воєводства.

## Демографія
Демографічна структура станом на 31 березня 2011 року:
|          | Загалом | Допрацездатний вік | Працездатний вік | Постпрацездатний вік |
| -------- | ------- | ------------------ | ---------------- | -------------------- |
| Чоловіки | 79      | 18                 | 48               | 13                   |
| Жінки    | 76      | 10                 | 44               | 22                   |
| Разом    | 155     | 28                 | 92               | 35                   |